# Бъркшър Хатауей
„Бъркшър Хатауей“ (на английски: Berkshire Hathaway) е американска мултинационална конгломератна холдингова компания със седалище в Омаха, Небраска, чиято основна дейност е застраховането и извършването на финансови услуги.
Корпорацията притежава изцяло компаниите GEICO, Duracell, Dairy Queen, BNSF, Lubrizol, Fruit of the Loom, Helzberg Diamonds, Long & Foster, FlightSafety International, Pampered Chef и NetJets, а също притежава и 38,6% от Pilot Flying J; 26.7% от the Kraft Heinz Company, значителен миноритарен дял в Американ Експрес (17,6%), Wells Fargo (9,9%), Кока-Кола (9,4%), Bank of America (6,8%) и Епъл (5,22%). От 2016 компанията започва да придобива значителни дялове в едни от най-големите американски въздушни превозвачи и става най-големият акционер в United Airlines и Delta Air Lines, както и един от трите най-големи в Southwest Airlines и American Airlines, но в началото на 2020 г продава целия си авиационен пакет. Бъркшър Хатауей отбелязва среден ръст от около 19% за акционерите си от 1965 г. насам (за сравнение за същия период ръстът на компаниите от S&P 500 е 9,7%, заедно с дивидентите), като в същото време притежава големи количества свободен капитал и минимален дълг.
Компанията е позната преди всичко поради лидерството на Уорън Бъфет, който е едновременно директор на борда и главен изпълнителен директор, и на Чарли Мънгър, вицепрезидент. В началото на кариерата си в Бъркшър, Бъфет предпочита дългосрочните инвестиции в публично търгувани компании, но напоследък често изкупува цели компании. В днешно време Бъркшър притежава разнообразно портфолио от бизнеси, включващи конфекция, търговия на дребно, железопътни линии, обзавеждане на дома, енциклопедии, производство на прахосмукачки, продажба на бижута, производство и дистрибуция на униформи, както и няколко регионални електрически и газови предприятия.
Според класацията Глобъл 2000 на Форбс, Бъркшър Хатауей е осмата по големина публично търгувана компания в света, десетият конгломерат по приходи и най-голямата компания за финансови услуги по отношение на приходите в света.
Към август 2020 акциите клас B на Бъркшър се седмият по големина компонент на индекса S&P 500 (който се основава на фрий-флоут пазарна капитализация), а акциите клас А са най-скъпите в историята и се търгуват на цена около $300 000 всяка. Причината за това е, че компанията никога не е предприемала разделяне на акциите си от Клас А и Бъфет заявява през 1984 г., че няма такива намерения.

## История
Бъркшър Хатауей започва като компания за текстилно производство, основана от Оливър Чейс през 1839 като Valley Falls Company във Вали Фоулс, Роуд Айланд. Преди това Чейс работи за Самюел Слейтър, основателят на първата успешна текстилна фабрика в Америка. Чейс основава първата си текстилна фабрика през 1806. През 1929, Valley Falls Company се обединява с Berkshire Cotton Manufacturing Company, основана през 1889, в Адамс, Масачузетс. Обединената компания носи името Berkshire Fine Spinning Associates.
През 1955, Berkshire Fine Spinning Associates се обединява с Hathaway Manufacturing Company, основана през 1888 г. в Ню Бедфорд, Масачузетс от Хорацио Хатауей с печалба от лов на китове и търговия с Китай. Хатауей е успешна в първите няколко десетилетия след основаването си, но отбелязва сериозен спад по време на всеобщия упадък на текстилната индустрия след Първата световна война. По това време Хатауей е управлявана от Сийбъри Стантън, чиито инвестиционни усилия са възнаградени след Голямата депресия. След обединението Бъркшър Хатауей има 15 фабрики, над 12 000 работници и над $120 милиона приходи, а централата ѝ е в Ню Бедфорд. Въпреки това седем от фабриките са затворени към края на десетилетието, съпроводено с големи съкращения на работници.
През 1962, Уорън Бъфет започва да купува акции на Бъркшър Хатауей, след като забелязва тенденция в посоката на цената на акциите, всеки път когато компанията затваря фабрика. Впоследствие Бъфет осъзнава, че текстилният бизнес е в упадък и финансовото положение на компанията не се подобрява. През 1964 Стантън отправя устна оферта от $11,50 на акция, за да изкупи обратно акциите си от Бъфет и той се съгласява. Няколко седмици по-късно, Уорън Бъфет получава офертата в писмен вид, но този път цената е $11 и 3/8. По-късно Бъфет признава, че тази по-ниска оферта го е ядосала. Вместо да продаде на малко по-ниската цена, той решава да купи още от акциите, да поеме контрола над компанията и да уволни Стантън (което и прави). Въпреки това Бъфет се оказва мажоритарен собственик на неуспешен текстилен бизнес.
В началото Бъфет поддържа основния бизнес с текстил, но към 1967 разширява интереса си към застрахователната индустрия и други инвестиции. Първата инвестиция на Бъркшър в застраховането е придобиването на National Indemnity Company. През 70-те години, Бъркшър придобива дялове в  Government Employees Insurance Company – GEICO, който сформира ядрото на застрахователните му операции днес (и е основен източник на капитал за другите инвестиции на Бъркшър). През 1985 г. е затворено и последното текстилно предприятие.

## Корпорацията
Акциите на Бъркшър от Клас А се продават на цена от $313 350 00 към 1 февруари 2019, правейки ги най-скъпите акции на Нюйоркската фондова борса, отчасти поради това, че никога не са били разделяни и са изплащали дивидент само веднъж, откакто Уорън Бъфет е начело. Акциите повишават цената си над $100 000 за първи път на 23 октомври 2006. Въпреки размера на компанията, Бъркшър доста дълго остава извън големите борсови индекси като S&P 500 поради липсата на ликвидност на акциите. Все пак, след като през януари 2010 акциите клас В са разделени в съотношение 50 към 1, и компанията оповестява намерение да придобие Burlington Northern Santa Fe Corporation, компания майка на BNSF Railway, Бъркшир измества BNSF в индекса S&P 500 на 16 февруари, 2010.
Годишните обръщения на Бъфет са масово четени и цитирани. Вестник Barron's нарича Бъркшър най-уважаваната компания в света през 2007 на базата на проучване сред американските финансови мениджъри.
През 2008 Бъркшър инвестира в привилегировани акции на Голдман Сакс, като част от рекапитализацията на инвестиционната банка. Бъфет защитава решенията на Лойд Бланкфейн, като директор на банката.
Към 13 юли 2016, Бъфет притежава 37,7% от общия брой акции, даващи право на глас в Бъркшър и 18% от икономическата стойност на тези акции. Вицепрезидентът на Бъркшър Чарли Мънгър също притежава акции, достатъчни за да го направят милиардер. Други акционери са Дейвид Готсман и Франклин Отис Буут, Джуниър, които инвестират рано в компанията и също се превръщат в милиардери. Инвестиционната компания на Бил Гейтс, Cascade Investment LLC е втори по големина акционер в Бъркшър след Бъфет и притежава над 5% от акциите клас B.
Бъркшър никога не е разделяла акциите си, заради желанието на ръководството да привлича дългосрочни инвеститори, вместо краткосрочни спекуланти. Въпреки това, Бъркшър издава акции клас B с първоначална цена (с определени правила в мениджмънта) от около 1/30 от цената на оригиналните акции (сега клас А), която дава 1/200 право на глас. След разделянето през януари 2010, цената на една акция клас B става 1/1500 от цената на клас А и съответно получава 1/10 000 от правата на глас. На собствениците на акции клас А е позволено да сменят акциите си за такива от клас В, но обратното не е позволено. Бъфет одобрява създаването на акции от клас B, за да предотврати създаването на Инвестиционни доверителни дружества (Unit investment trust), които биха се брандирали като подобия на Бъркшър. Както Бъфет казва през 1995 в писмо до акционерите: „Доверителните дружества, появили се наскоро, целят постигането точно на тези цели. Те ще се търгуват от брокери, работещи за големи комисионни, ще създават още разходи за акционерите и ще се предлагат масово на неопитни купувачи, които могат да се съблазнят от предишните ни резултати и да се заблудят от публичността, която аз и Бъркшър получаваме в последните години. Сигурният изход: множество инвеститори, които ще бъдат разочаровани.“
Ежегодната среща на акционерите на Бъркшър се провежда в CHI Health Center в Омаха, Небраска. Броят на посетителите расте през годините, достигайки 40 000 души на година. На срещата през 2007 има приблизително 27 000 души. Срещите, наречени „Удсток за капиталисти“, се смятат за най-голямото годишно събитие в Омаха, заедно с Колежанските Световни Серии по бейзбол. Известни с чувството си за хумор, срещите обикновено започват с филм, изготвен специално за акционерите на Бъркшър.

### Планове за наследник
През май 2010, три месеца преди да навърши 80, Бъфет казва, че ще бъде наследен в Бъркшър от екип, състоящ се от генерален директор и трима или четирима инвестиционни мениджъри, всеки от които ще отговаря за „значителна част от инвестиционното портфолио на Бъркшър“. Пет месеца по-късно Бъркшър обявява, че Тод Комбс, мениджър на хедж фонда Castle Point Capital, ще се присъедини към тях като инвестиционен мениджър. На 12 септември 2011 Бъркшър Хатауей обявява, че 50-годишният Тед Уешлър, основател на Peninsula Capital Advisors, ще се присъедини към Бъркшър в началото на 2012 г. като втори инвестиционен мениджър.
В годишното писмо към акционерите от 25 февруари 2012 Бъфет съобщава, че наследникът му вече е известен на ръководството на Бъркшър, но няма да бъде публично оповестен. Докато идеята на това съобщение е да осигури подкрепа за ръководство без Бъфет, критиците отбелязват, че тази стратегия за избиране на наследник без ясен план за изход на сегашния директор може да остави организацията с по-малко възможности в дългосрочен план, като в същото време не разсейва страховете на акционерите.
На 10 януари 2018 като заместник-председатели на Бъркшър Хатауей са назначени Аджит Хаин (Ajit Jain) и Грег Абел (Greg Abel), като Хаин отговаря за застрахователния бизнес, а Абел за останалите операции. Макар Бъфет да не е правил следващи изказвания кой ще го наследи, той хвали и двамата в годишното си писмо до акционерите и това подхранва прогнози, че те ще бъдат логическите наследници.

### Финанси
За финансовата 2019 г. Бъркшър Хатауей обявява печалба от $81,4 милиарда, с годишни приходи от $254,6 милиарда, повишение от 2,7% спрямо предходната финансова година. Пазарната капитализация на Бъркшър е оценена на над $496 милиарда през септември 2018. Към 2018 г. компанията се класира на трето място в списъка Форчън 500 на Форчън на най-големите американски корпорации по приходи.

## Бизнес и инвестиции

### Застрахователна група
Бизнесът със застраховане и презастраховане на компанията се извършва чрез 70 местни и чуждестранни застрахователни фирми. Застрахователният бизнес на Бъркшър включва застраховане и презастраховане на недвижима собственост и риск от произшествия, основно в САЩ. В добавка, като резултат от придобиването на General Re през декември 1998, застрахователния бизнес включва също застраховка живот, злополука и здравно презастраховане, както и презастраховка на международно-базирана недвижима собственост. Застрахователните компании на Бъркшър поддържат свободен капитал в изключително големи количества, което е основното нещо, отличаващо ги от конкурентите им. Общият излишък на застрахователните компании на Бъркшър, базирани в Америка възлиза на $48 милиарда, към 31 декември, 2004.